# Okuti (rivière)
La rivière Okuti  (en anglais : Okuti River) est un cours d’eau de la  Péninsule de Banks, dans la région de Canterbury dans l’Île du Sud de la Nouvelle-Zélande . 

## Géographie
Elle s’écoule vers l’ouest pour rencontre la rivière  Okana. Les eaux  combinées des deux rivières forment la rivière  Takiritawai, un court torrent qui se déverse dans l’extrémité est du lac Forsyth, à 2 km au sud du village de Little River.